# بلانكا فيليكس
بلانكا فيليكس (بالإسبانية: Blanca Félix)‏ هي لاعبة كرة قدم مكسيكية، ولدت في 25 مارس 1996 في Angostura, Sinaloa ‏ في المكسيك.